# Håstakyrkan
Håstakyrkan är en kyrkobyggnad i Hälsingtuna socken, Hudiksvalls kommun. Den är församlingskyrka i Hudiksvallsbygdens församling, Uppsala stift.

## Kyrkobyggnaden
Träkyrkan uppfördes 1981-1982 efter ritningar av arkitekterna Sören Thurell och Kjell Norberg. Den är belägen i södra stadsdelarna i Håstaområdet i Hudiksvall. 
Planen är asymmetrisk. Fasaderna är täckta med rödmålad träpanel och takmaterialet är plåt. Det finns en fristående klockstapel.
Interiört noteras väggarna klädda i ljus faner och altaret står i rummets norra hörn mot en vit tegelvägg.

### Orgel
1972 byggde Robert Gustavsson Orgelbyggeri AB, Härnösand. Orgeln är mekanisk med slejflådor och har ett tonomfång på 56. Alla stämmor är delade vid h0/c1.
| Manual           |
| Gedackt 8' B/D   |
| Hålflöjt 4' B/D  |
| Principal 2' B/D |